# ويلف ريغلي
ويلف ريغلي (بالإنجليزية: Wilf Wrigley)‏ هو لاعب كرة قدم بريطاني، ولد في 4 أكتوبر 1949 في كليذرو في المملكة المتحدة. لعب مع نادي بيرنلي.